# Kathedraal van de Ontslapenis van de Moeder Gods (Varna)
De Kathedraal van de Ontslapenis van de Moeder Gods (Bulgaars: Успение Богородично) is ееn kathedraal in de Bulgaarse stad Varna. De kathedraal staat met haar in het westen gelegen hoofdingang aan het plein St Cyrillus en Methodius. Het is de hoofdkerk van het Bisdom Varna en Veliki Preslav van de Bulgaars-Orthodoxe Kerk en is gewijd aan de maagd Maria.
De kerk is 46,55 bij 35 meter. Speciaal aan de kathedraal is dat ze gewijd is aan drie verschillende heiligen, namelijk het middengedeelte aan de Ontslapenis van de Moeder Gods, het noordelijke gedeelte aan Sint-Alexander Nevski en het zuidelijke aan Sint-Nicolaas.

## Geschiedenis
In 1879 was de Russische keizerlijke commissaris, Aleksandr Dondoekov Korsakov, tijdens zijn bezoek aan Varna teleurgesteld over de bouw van de toenmalige kerk gewijd aan de aartsengel Michaël. Hierdoor wenste hij te helpen bij de bouw van een grotere en prestigieuzere kerk in de stad. Op 9 november 1879 riep de metropoliet Simeon van Varna de Bulgaren bijeen om een commissie van acht leden te kiezen die instonden voor het inzamelen van de financiële middelen die nodig waren om het bouwen van een kerk en een school te verwezenlijken.
De bouw ervan werd uiteindlijk gesubsidieerd door middel van een loterij. Een lot bedroeg rond de 300 tot 400 frank. De eerste 15.000 frank waren echter snel op, daarom werd er een tweede ronde georganiseerd, ditmaal met 150.000 loten, ter waarde van 2 lev. Het stadsbestuur stond garant voor 100.000 lev, in de hoop de volgende jaren deze initiële lening terug te verdienen.
Op 22 augustus 1880 bekrachtigde prins Alexander I van Bulgarije, in het bijzijn van de Metropolitet Simeon, de volgende akte:
In de naam van de Vader en de Zoon en de Heilige Geest: Vandaag is het de zomer van 1880 tijdens de 22ste dag in augustus, vrijdag om tien uur vóór de middag en met toestemming van alle Bulgaarse burgers, en met de zegen van de metropoliet Simeon, werd tijdens het verblijf in onze stad van Zijne Hoogheid de Bulgaarse prins Alexander I besloten om in de stad Varna een Bulgaarse kathedraal te bouwen ter nagedachtenis en eer ter altijd gedenkwaardige Bulgaarse weldoener Hare Majesteit de Al-Russische keizerin Maria Alexandrovna, de verheven tante van de Bulgaarse prins Alexander I, die zich verwaardigde zelf de eerste steen te leggen en het geschenk te ondertekenen akte.
Na de eerste steenlegging verleende Alexander I gratie aan alle gevangenen in de stad van wie hun straf nog maximaal drie maanden duurde. De naam van de kathedraal werd gekozen ter nagedachtenis aan keizerin Maria van Hessen-Darmstadt, tante van prins Alexander I, die in juni 1800 was overleden.
De bouw duurde in totaal zes jaar. Voor de bouw ervan werden voornamelijk materialen uit de regio van Varna gebruikt zoals onder andere oude stenen uit de romeinse stadsmuren, stenen geleverd uit de omgeving van de dorpen Saragjol en Enikjoj, harde steen uit het Tasjla Tepe-gebied voor de zuilen, gesteente uit Roese en kalksteen voor de gewelven. De koperen platen voor het dak werden vanuit Engeland geleverd door Velitsjko Christov. Verder kwamen uit Engeland hijsmachines voor het hijsen van de steenblokken.
Oorspronkelijk was de architect van de kathedraal Vasili Maas uit Odessa, die zijn studie genoot aan de St. Peter & Paul in Peterhof. Maas eiste echter al snel meer geld dan de beloofde 6.000 lev. Hierop besloot de commissie van de bouw om het plan van Maas' plan over te kopen en het contract te beëindigden. Nadat vele andere architecten hun kans waagden, kwam men uiteindelijk bij Gentsjo Kanev terecht.
In 1885 werd de kathedraal uiteindelijk afgewerkt. Op 30 augustus 1886 werd de eerste liturgie gevierd. In de periode 1940-50 werd de klokkentoren toegevoegd en werden de koepels voltooid.